# Golfo de San Lorenzo
El golfo de San Lorenzo (en francés: golfe du Saint-Laurent; en inglés: Gulf of Saint Lawrence) es un vasto golfo del este de Canadá que comunica con el océano Atlántico. Este golfo drena una gran cuenca hidrográfica que comprende los Grandes Lagos norteamericanos. El río San Lorenzo nace en el lago Ontario y desemboca en este golfo, a través del estuario más grande del mundo.
Recién descubierta América, en los siglos XVI y XVII, la búsqueda de una manera de cruzar el nuevo continente para llegar a Asia motivó a la búsqueda de una comunicación del mar del Norte (Atlántico) con el mar del Sur (Pacífico) que supuestamente partiría desde el golfo de San Lorenzo hasta California. Este mítico estrecho hipotético tomaba el nombre de estrecho de Anián.

## Hidrografía
El golfo de San Lorenzo está delimitado al norte por la península del Labrador, al este por la isla de Terranova, al sur por Nueva Escocia (sobre todo la isla de Cabo Bretón) y al oeste por la península de Gaspesia y Nuevo Brunswick.
Desemboca en el Atlántico a través de dos pasos: el estrecho de Belle Isle entre Terranova y Labrador y el estrecho de Cabot entre Terranova y la isla de Cabo Bretón. Una tercera desembocadura, el estrecho de Canso, entre la isla de Cabo Bretón y la Nueva Escocia continental, ha sido cerrada por la construcción del dique de Canso en 1955.
El golfo tiene varios entrantes de mar entre los que se encuentran la Baie des Chaleurs, el estuario del río Miramichi, la bahía de San Jorge y el estrecho de Northumberland.
Tiene poca profundidad (inferior a los 200 metros) y escasa salinidad, con valores en torno al 30%, debido a los aportes incesantes del río San Lorenzo.

### Tributarios
El estuario del San Lorenzo desemboca en el golfo a través de dos estrechos de una parte a otra de la isla de Anticosti: el estrecho de Jacques-Cartier al norte, entre la isla y la Côte-Nord, y el estrecho de Honguedo al sur, entre la isla y Gaspesia.
Además del río San Lorenzo (3058 km), el golfo tiene como tributarios los ríos Petit Mécatina (547 km), Romaine (496 km), Natashquan (410 km), Miramichi (250 km), Restigouche (200 km), Margaree (120 km) y Humber (120 km).

### Islas
El golfo comprende varias islas extensas, entre las que se encuentran la isla de Anticosti, la isla del Príncipe Eduardo y las islas de la Magdalena.
La isla de Saint-Paul, a la altura de la isla de Cabo Bretón, se la conoce como el cementerio del golfo, como recuerdo de los numerosos naufragios que se produjeron allí.
La isla Bonaventure cerca de Gaspesia así como la isla Brion y los peñascos de los pájaros en el nordeste de las islas de la Magdalena son refugios importantes de aves migratorias mantenidos por el Servicio Canadiense de la Fauna.

### Estuario del San Lorenzo
El agua salada del golfo, proveniente del océano Atlántico, remonta el río San Lorenzo hasta la isla de Orleans, cerca de la ciudad de Quebec.

### Áreas protegidas
La región del golfo comprende varios parques nacionales canadienses: Parque Nacional Forillon, Parque Nacional Isla del Príncipe Eduardo, Parque Nacional Kouchibouguac, Parque Nacional Cape Breton Highlands, Parque Nacional Gros Morne y la Reserva parque nacional Archipiélago de Mingan.

### Características submarinas
El Canal Laurentino es una característica del fondo del Golfo que se formó durante la antiguas glaciaciones, cuando la Plataforma continental fue erosionada por el río San Lorenzo durante los periodos en los que el nivel del mar descendió. El Canal Laurentino tiene unos 290 m (951,4 pies) de profundidad y unos 1250 km (776,7 mi) de longitud desde la Plataforma Continental hasta la desembocadura del río San Lorenzo. Las aguas profundas con temperaturas comprendidas entre 2 y 6,5 grados Celsius (36 y 44 °F) entran en el Golfo por el talud continental y ascienden lentamente por el canal gracias a la circulación estuarina. A lo largo del siglo XX, las aguas del fondo del extremo del canal (es decir, en el estuario del San Lorenzo) se han vuelto hipóxicas.
Las observaciones submarinas de topometrías del Golfo de San Lorenzo indican la presencia de una formación circular de aproximadamente 290 km de diámetro con su centro situado entre las islas Magdalena y la isla del Príncipe Eduardo. Esta estructura es posiblemente un astroblema.

## Historia

### Habitantes primitivos
Antes de la llegada de los colonizadores europeos, el Golfo de San Lorenzo estaba habitado por varios grupos indígenas, cada uno con culturas y estilos de vida distintos. Los principales grupos incluían a los Iroqueses del San Lorenzo, los Algonquinos y los Mi'kmaq.
Los iroqueses del San Lorenzo habitaban principalmente alrededor del río San Lorenzo y sus afluentes. Eran en gran parte agrícolas, cultivando cultivos como maíz, frijoles y calabazas. También se dedicaban a la pesca y la caza. Vivían en aldeas semipermanentes, a menudo fortificadas, y practicaban una forma de vida comunal.
Los algonquinos se extendían por la parte oriental de Quebec y partes de Nueva Brunswick. Eran principalmente cazadores-recolectores, dependiendo de la pesca, la caza y la recolección. También eran conocidos por sus movimientos estacionales, siguiendo la migración de los animales y la disponibilidad de recursos. Tenían una rica tradición oral y participaban en el comercio con tribus vecinas.
Los Mi'kmaq habitaban principalmente en Nueva Escocia, Nueva Brunswick y partes de Quebec. Los Mi'kmaq eran seminomadas, utilizando una mezcla de caza, pesca y recolección. Construían canoas para el transporte y eran hábiles en la navegación por las aguas del golfo. Tenían una estructura social basada en clanes y practicaban la migración estacional, moviéndose entre áreas costeras e interiores.
Todos estos grupos participaban en extensas redes comerciales, intercambiando bienes como pieles, pescado y objetos artesanales.
Espiritualidad: Las creencias espirituales estaban estrechamente ligadas a la naturaleza, con ceremonias y rituales que reflejaban su conexión con la tierra y el agua. La llegada de los colonizadores europeos en los siglos XVI y XVII alteró drásticamente las vidas de estos grupos indígenas a través del comercio, el conflicto y las enfermedades.

### Colonizadores europeos
El primer intercambio suficientemente bien documentado entre europeos y amerindios en la región del golfo se efectuó en Nuevo Brunswick el 7 de julio de 1534, bajo la dirección de Jacques Cartier, enviado oficial del rey Francisco I de Francia. Los pescadores europeos (vascos, bretones, normandos...) habían precedido a este último, porque frecuentaban las costas del golfo (y sus ocupantes) cada verano, desde hacía un siglo. Esto, no solamente sobre los bancos de Terranova (la plataforma continental de esta gran isla a la salida del golfo), sino por todas partes donde abundaba especialmente el bacalao.
Puesto que pasaban mucho tiempo secando sus capturas al sol y al viento, sobre vigneaux (enrejados horizontales sobrealzados) instalados sobre la arena, los pescadores veían inevitablemente a los indígenas aproximarse, con los que intercambiaban productos metálicos europeos (cuchillos, anzuelos, calderos...) o bacalaos... por productos locales (maíz, carnes de caza, salmones, pequeños frutos, pieles...).
El San Lorenzo origen del topónimo es Lorenzo de Roma, diácono martirizado en los primeros siglos de la cristiandad.

### Meteorología marina
En invierno, el río San Lorenzo es una inmensa fábrica de hielo. La máquina se pone en marcha en diciembre con la formación de cubitos de hielo entre Montreal y Quebec City. Los vientos y corrientes dominantes empujan este hielo hacia el estuario, llega al este de Les Méchins a finales de diciembre. El hielo cubre todo el golfo en enero y febrero.

## Delimitación de la IHO
La máxima autoridad internacional en materia de delimitación de mares, la Organización Hidrográfica Internacional («International Hydrographic Organization, IHO), considera el golfo de San Lorenzo un mar. En su publicación de referencia mundial, «Limits of oceans and seas» (Límites de océanos y mares, 3ª edición de 1953), le asigna el número de identificación 24 y lo define de la forma siguiente:

En el nordeste.
Una línea que va desde el cabo de Bauld (punta norte de la isla de Kirpon, 51°40'N, 55°25' W) al extremo oriental de Belle Isle y en Northeast Ledge (52°02'N, 55°15'W ). Desde allí una línea uniendo este borde con el extremo este del cabo St. Charles (52°13'N) en Labrador.
En el sureste.
Una línea desde el cabo de Canso (45°20'N, 61°O) a Red Point (45°35' N, 60°45'O) en la isla del Cabo Bretón, a través de esta isla hasta Cape Breton y hacia punta Blanche (46°45'N, 56°11' O) en la isla de St. Pierre, y de allí hasta el punto suroeste de la isla de Morgan (46°51'N, 55º49' O).
En el oeste.
El meridiano de 64°30'O, pero toda la isla de Anticosti está incluido en el golfo.
Limits of oceans and seas, pág. 14.

## Mamíferos marinos
Grandes mamíferos marinos viajan en todos los mares de la tierra, la investigación y las observaciones de estos gigantes preocupación pescadores y industria naviera, ejercer una fascinación y un gran interés para los laicos y, temas de interminables estudios para los científicos de Quebec, Canadá y en todo el mundo. 
Trece especies de cetáceos frecuentan las aguas del estuario y el golfo del río San Lorenzo.
1.	Hyperoodon ampullatus - Hypéroodon boreal, Hypéroodon arctique. - (Ballena de pico boreal).

2.	Delphinapterus leucas - Béluga, Bélouga, Baleine blanche, Dauphin blanc, Marsouin blanc. - (Ballena beluga).

3.	Physeter macrocephalus - Grand cachalot, Cachalot, Cachalot macrocéphale. - (Cachalote).

4.	 Lagenorhynchus acutus. - Lagénorhynque à flancs blancs, Dauphin à flancs blancs. - (Delfín de flancos blancos del Atlántico).

5.	Lagenorhynchus albirostris. - Dauphin à nez blanc, Dauphin à bec blanc, Lagénorhynque à bec blanc. - (Delfín de pico blanco).

6.	Orcinus orca. - Orca, Épaulard. - (Orca).

7.	Globicephala melas. - Globicéphale commun, Globicéphale noir, Dauphin pilote. - (Calderón de aleta larga).

8.	Phocoena Phocoena - Marsouin commun, Cochon de mer, Dieu des mers. - (Marsopa común).
9.	Eubalaena glacialis - Baleine franche de l'Atlantique nord, Baleine noire de l'Atlantique nord, Baleine de Biscaye. - (Ballena franca del Atlántico norte).

10.	Balaenoptera acutorostrata - Petit rorqual. - (Rorcual aliblanco).

11.	Balaenoptera musculus. - Baleine bleue, Rorqual bleu. - (Ballena azul).

12. Megaptera novaeangliae. - Rorqual à bosse, Baleine à bosse. - (Ballena jorobada).

13.	 Balaenoptera physalus - Rorqual commun. - (Rorcual común).

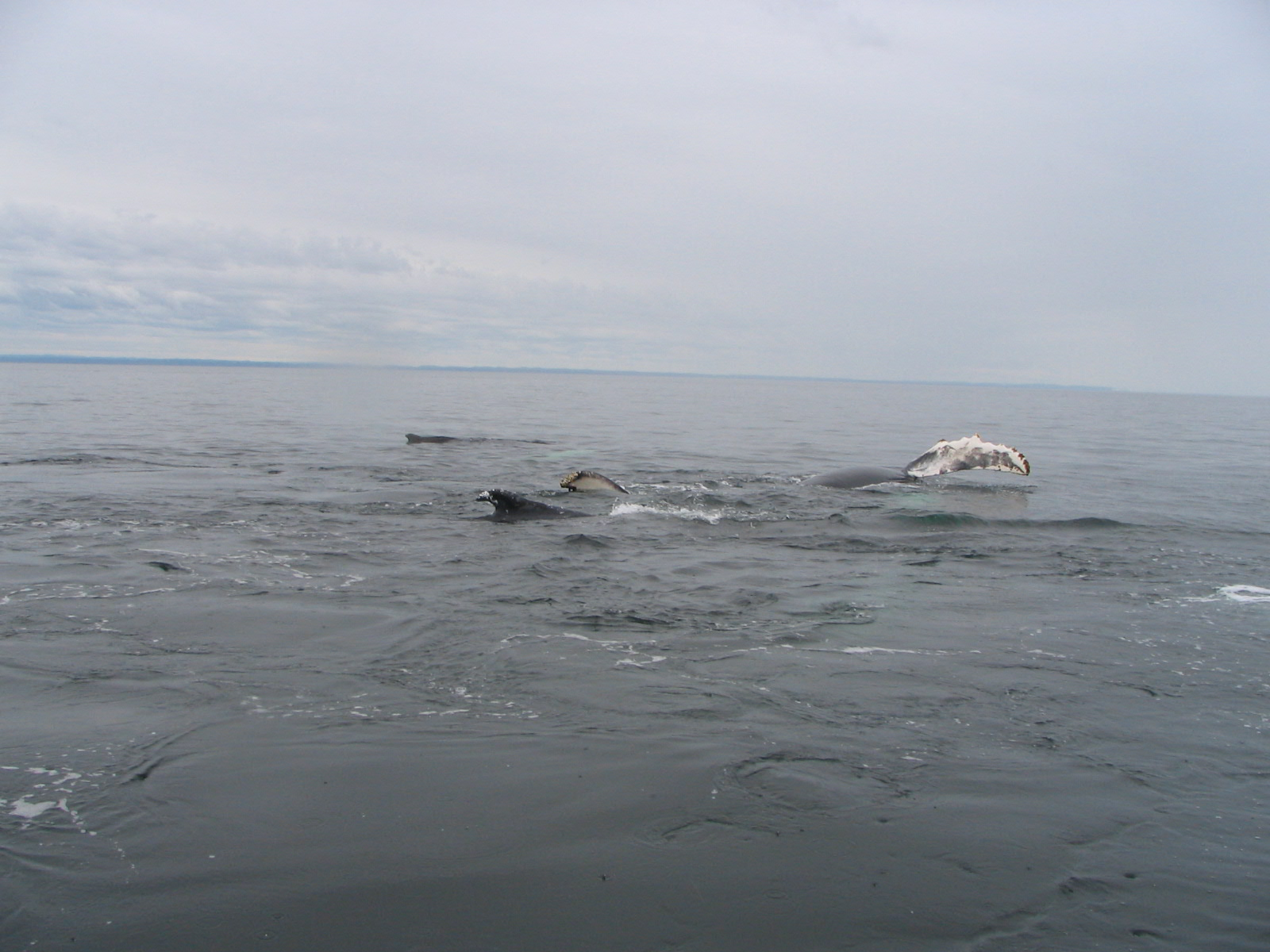
Ballena jorobada, dorsales, aletas pectorales, Estrecho Jacques Cartier,[13] Al norte de Isla Anticosti
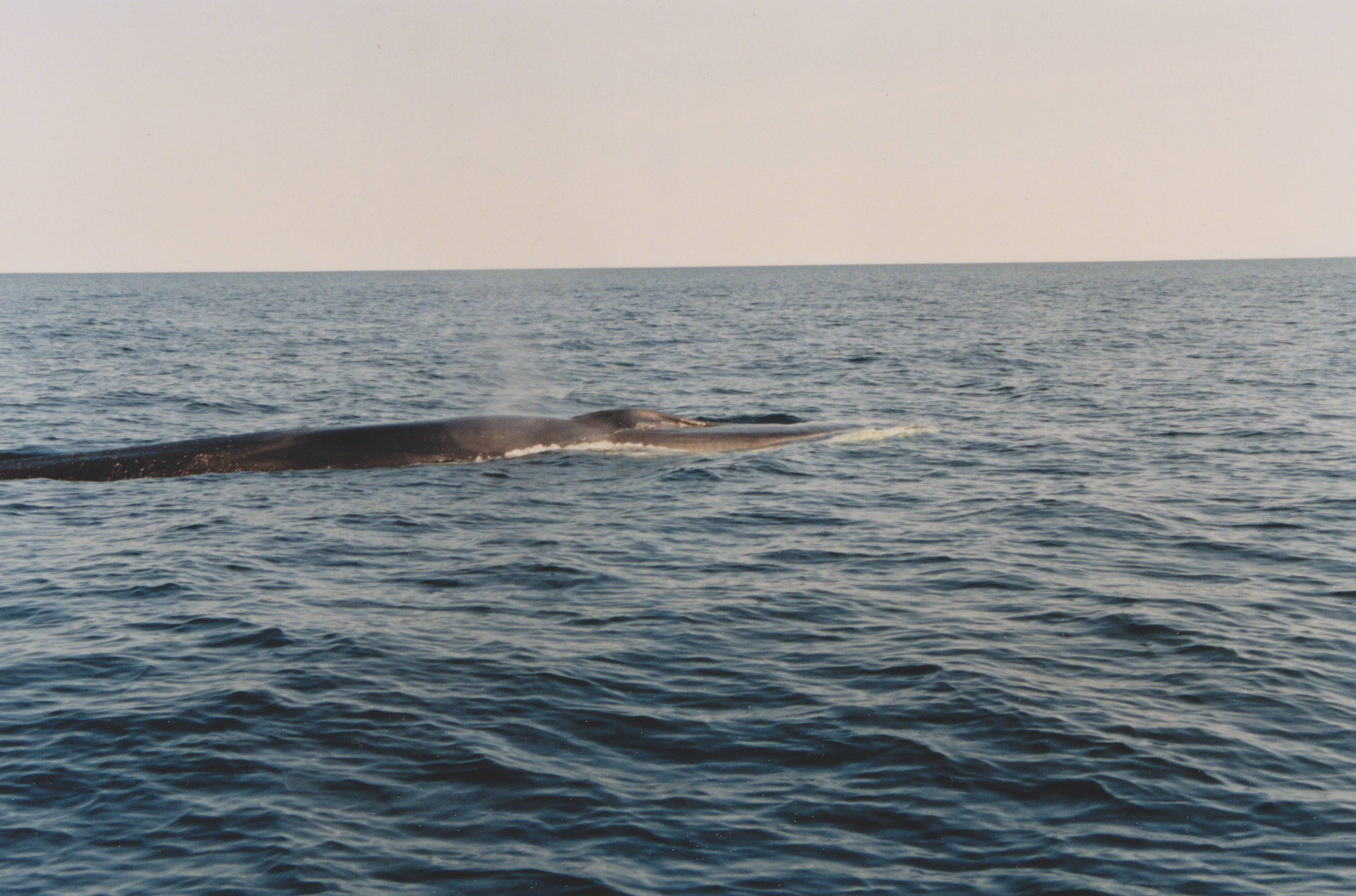
Expedición para avistaje de ballenas organizada por Observation littoral Percé (1995), bahía Gaspé